# Melaneama venata
Melaneama venata är en fjärilsart som beskrevs av Butler 1877. Melaneama venata ingår i släktet Melaneama och familjen björnspinnare. Inga underarter finns listade i Catalogue of Life.